# VBV-Gruppe
Die VBV-Gruppe ist ein Finanzdienstleistungsunternehmen im Bereich der betrieblichen Altersvorsorge in Österreich.

## Struktur

### Übersicht
Zur VBV-Gruppe gehören folgende Unternehmen:
- VBV-Betriebliche Altersvorsorge AG (die Holding der VBV-Gruppe)
- Betriebliche Altersvorsorge SoftWare Engineering
- VBV Asset Service (Dienstleistungsunternehmen)
- VBV-Pensionskasse Aktiengesellschaft
- VBV-Consult (Dienstleistungsunternehmen)
- VBV-Pensionsservice-Center (Dienstleistungsunternehmen)
- VBV – Vorsorgekasse AG
- VBV – Lux Global GP

### Beteiligungen

#### VBV-Betriebliche Altersvorsorge AG
Die Holding VBV-Betriebliche Altersvorsorge AG ist an den Gesellschaften der VBV-Gruppe folgendermaßen beteiligt:
- VBV Asset Service (100 %)
- VBV-Consult (100 %)
- Betriebliche Altersvorsorge SoftWare Engineering (90 %)
- VBV-Pensionskasse Aktiengesellschaft (100 %)
- VBV-Pensionsservice-Center (100 %)
- VBV-Vorsorgekasse AG (91 %)
- VBV – Lux Global GP (100 %)

#### Aktionäre der Holding VBV-Betrieblichen Altersvorsorge AG
Die VBV-Betriebliche Altersvorsorge AG hat folgende Aktionäre:
- Allgemeine Sparkasse Oberösterreich Bankaktiengesellschaft
- Austrian Anadi Bank AG
- Bankhaus Carl Spängler & Co AG
- 3-Banken Beteiligung Gesellschaft m.b.H.
- Donau Versicherung AG Vienna Insurance Group
- Erste Group Bank AG
- Grazer Wechselseitige Versicherung AG
- Hypo Tirol Bank AG
- Hypo Vorarlberg Bank AG
- Vorarlberger Landes-Versicherung V.a.G.
- Kärntner Landesversicherung a. G.
- Kärntner Sparkasse Aktiengesellschaft
- Österreichische Beamtenversicherung, Versicherungsverein auf Gegenseitigkeit
- Raiffeisen-Landesbank Steiermark AG
- Steiermärkische Bank und Sparkassen Aktiengesellschaft
- Tiroler Versicherung V.a.G
- UniCredit Bank Austria AG
- Wiener Städtische Versicherung AG Vienna Insurance Group

## Aufgabe
Die VBV – Betriebliche Altersvorsorge AG ist die Konzernmutter/Holding der VBV-Gruppe. Ihre Hauptaufgabe besteht zum einen in der strategischen Steuerung der Unternehmensgruppe. Eine zentrale Aufgabe für die Gesellschaft ist ebenso die Mitgestaltung des Marktes der Altersvorsorge in Österreich und die aktive Kommunikation mit allen Stakeholder-Gruppen. Zum anderen stellt die Gesellschaft Dienstleistungen in den Bereichen Rechnungswesen, IT, Interne Revision, Recht sowie Personalmanagement und Öffentlichkeitsarbeit für die Tochterunternehmen zur Verfügung. Die VBV Gruppe gilt 2022 als Marktführer bei allen betrieblichen Vorsorgelösungen. Die VBV-Gruppe wurde mehrmals für ihr nachhaltiges Wirtschaften zertifiziert. 2020 etwa mit dem EU-Öko-Audit „EMAS“. Die VBV-Vorsorgekasse und Pensionskasse sind seit 2022 Mitglieder der Green Finance Alliance des Klimaschutzministeriums. Die VBV-Gruppe hat es sich auch zur Aufgabe gemacht, über das Thema Nachhaltigkeit in der Wirtschaft zu informieren und Entwicklung anzuregen. So wurde das Format „VBV im Diskurs“ geschaffen, in einer Online-Diskussionsreihe tauschen Experten und Expertinnen Meinungen zu Themen wie die Zukunft der Arbeit oder die Verantwortung von Unternehmen oder Politik für Nachhaltigkeit. Der Podcast des Unternehmens, „VorDenken – nachhaltige Ansätze für Morgen“, hatte 2022 zwei Staffeln. In der ersten Staffel sprechen Fachleute aus verschiedenen Perspektiven über das Thema Green Finance, in der zweiten steht die Pension im Mittelpunkt.

## Gesellschaften
- VBV – Pensionskasse Aktiengesellschaft (Pensionskasse): Die VBV – Pensionskasse Aktiengesellschaft ist die größte österreichische Pensionskasse und langjähriger Marktführer. Sie verwaltet und veranlagt die von Arbeitgebern für Arbeitnehmer geleisteten Beiträge zur betrieblichen Pensionsvorsorge.
- VBV – Vorsorgekasse AG (Mitarbeitervorsorgekasse): Die VBV – Vorsorgekasse AG ist eine führende Vorsorgekasse Österreichs und betreut Arbeitnehmer, Arbeitgeber und Selbständige im Bereich der obligatorischen Betrieblichen Vorsorge, der Abfertigung NEU. Sie verwaltet und veranlagt die Beiträge von über 2,9 Millionen Anwartschaftsberechtigten. Dabei verfolgt sie nach eigenen Angaben eine nachhaltige und sichere Anlagestrategie.
- VBV – Consult Beratung für betriebliche Vorsorge GmbH:[7] Die VBV – Consult Beratung für betriebliche Vorsorge GmbH beschäftigt sich in erster Linie mit der Bewertung von Sozialkapital und testiert die Ergebnisse in versicherungsmathematischen Gutachten. Daneben wird die Verwaltung der betrieblichen Kollektivversicherung für Versicherungen als Vertragspartner angeboten.
- VBV – Pensionsservice-Center GmbH:[8] Die VBV – Pensionsservice-Center GmbH zählt die monatlichen Pensionsabrechnungen (Lohnverrechnung) und die Servicierung der Leistungsbezieherinnen und Leistungsbezieher (Pensionistinnen und Pensionisten) zu ihren Aufgaben.
- VBV – Asset Service GmbH:[9] Die VBV – Asset Service GmbH unterstützt im Daten-Qualitätsmanagement, Meldewesen und SAP.
- Betriebliche Altersvorsorge – Software Engineering GmbH:[10] Die Betriebliche Altersvorsorge – Software Engineering GmbH entwickelt Softwarelösungen für Pensionskassen und betriebliche Vorsorgekassen.